# Zdzisław Żandarowski
Zdzisław Zygmunt Żandarowski (ur. 23 sierpnia 1929 w Warszawie, zm. 4 lipca 1994 w Radomiu) – polski prawnik i działacz komunistyczny, poseł na Sejm PRL VI, VII i VIII kadencji, sekretarz Komitetu Centralnego PZPR (1975–1980), w 1980 członek Rady Państwa.

## Życiorys
Syn Franciszka i Marianny. W 1948 przystąpił do Polskiej Partii Robotniczej i wraz z nią do Polskiej Zjednoczonej Partii Robotniczej, działał też w Związku Walki Młodych i w Związku Młodzieży Polskiej. Od 1950 do 1951 uczył w łódzkim liceum ogólnokształcącym, a następnie – do 1952 – był aplikantem w Prokuraturze Łódzkiej. 
Ukończył studia na Uniwersytecie Łódzkim (1952) i na Uniwersytecie Warszawskim (1954). W 1953 współpracował z redakcją „Po prostu”. W latach 1954–1956 był I sekretarzem komitetu uczelnianego PZPR na UW, od 1956 pracował w aparacie partyjnym Komitetu Warszawskiego. Był w nim instruktorem Wydziału Oświaty, zastępcą kierownika i kierownikiem Wydziału Propagandy oraz kierownikiem Wydziału Nauki i Oświaty, a w latach 1960–1969 sekretarzem tego komitetu. Od 1968 członek Komitetu Centralnego PZPR, w latach 1969–1970 zastępca kierownika Wydziału Organizacyjnego KC i redaktor naczelny „Życia Partii”, w latach 1971–1977 kierownik Wydziału Organizacyjnego KC; w latach 1972–1975 członek Sekretariatu KC, w latach 1975–1980 sekretarz KC, w 1980 członek Rady Państwa i zastępca członka Biura Politycznego KC PZPR. Był posłem na Sejm PRL VI, VII i VIII od 1972 i przewodniczącym Komisji Mandatowo-Regulaminowej w VI i VII kadencji.
6 października 1980 został odwołany z KC, a 15 lipca 1981 wykluczony z partii przez IX Zjazd (jako członek kierownictwa związanego z Edwardem Gierkiem). W grudniu 1980 zrezygnował z mandatu poselskiego na wezwanie VII Plenum KC PZPR. W lipcu 1981 został pozbawiony przez Radę Państwa PRL dwóch najwyższych odznaczeń państwowych. Po wprowadzeniu stanu wojennego 13 grudnia 1981 internowany wraz z innymi czołowymi członkami ekipy Edwarda Gierka. Zwolniony w 1982. Następnie na emeryturze.
Pochowany na cmentarzu Wojskowym na Powązkach w Warszawie (kwatera G-1-56). W pogrzebie uczestniczyli między innymi: Stanisław Kania, Kazimierz Barcikowski, Henryk Jabłoński, Edward Babiuch, Józef Kępa, Józef Pińkowski, Tadeusz Wrzaszczyk, Jerzy Waszczuk i inni działacze polityczni. W imieniu przyjaciół przemawiał Stanisław Kociołek.

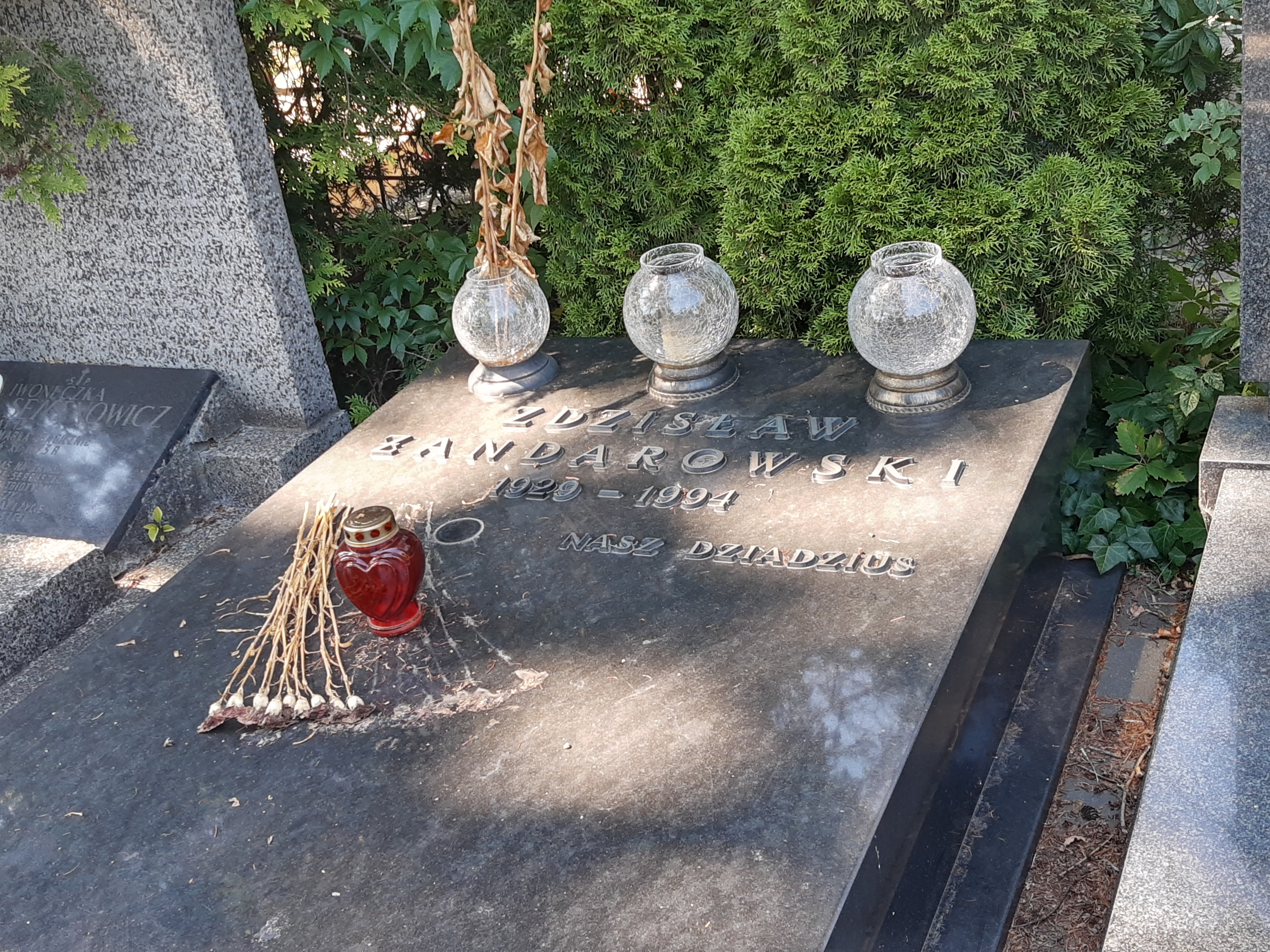
Grób Zdzisława Żandarowskiego na Powązkach Wojskowych

## Odznaczenia
- Order Budowniczych Polski Ludowej (1979, pozbawiony w 1981)
- Order Sztandaru Pracy I klasy (pozbawiony w 1981)[3]
- Order Sztandaru Pracy II klasy (1969)[4]
- Krzyż Kawalerski Orderu Odrodzenia Polski
- Złoty Krzyż Zasługi[5]
- Medal 30-lecia Polski Ludowej (1974)[6]
- Złoty Medal „Za zasługi dla obronności kraju”
- Srebrny Medal „Za zasługi dla obronności kraju”
- Brązowy Medal „Za zasługi dla obronności kraju”
- Złote Odznaczenie im. Janka Krasickiego (1967)[7]
- Złota Odznaka honorowa „Za Zasługi dla Warszawy” (1970)[8]
- Medal jubileuszowy „Trzydziestolecia zwycięstwa w Wielkiej Wojnie Ojczyźnianej 1941–1945” (ZSRR, 1975)[9]
- Medal 90-lecia urodzin Georgi Dymitrowa (Bułgaria, 1972)[10]
- Medal 50-lecia Komunistycznej Partii Czechosłowacji (Czechosłowacja, 1971)[11]
- Medal pamiątkowy 30-lecia Apelu Wincentego Pstrowskiego (1977)[12]
- i inne